# 免疫毒性学
免疫毒性学（Immunotoxicology）は、生物が生体異物に曝される事で生じる免疫機能障害を研究する学問である。 
免疫機能障害は、免疫抑制、アレルギー、自己免疫反応などの形で現れる。 
免疫系は、病気への抵抗力や宿主生物の恒常性に不可欠な役割を果たしている事から、免疫毒性リスクを特定することは、人や動物の健康を守る上で重要である。

## 歴史
ベルナルディーノ・ラマツィーニは、免疫毒性学の父と呼ばれている。
免疫毒性学の研究は1970年代に始まった。しかし、ある物質が免疫系に悪影響を及ぼすという考え方は、古代エジプト時代から毒素との接触による免疫系の変化が観察されていた為、目新しいものではなかった。市販されている製品の安全性や有効性を検討する上で、免疫毒性学の重要性はますます高まっている。近年、農産物、医薬品、消費者製品の製造における免疫毒性物質の使用を規制し、最小化するためのガイドラインや法律が作成されている。これらの規制の一例として、医薬品規制調和国際会議（ICH）のガイドライン「ICH-S8 免疫毒性試験」では、免疫系との負の相互作用を避ける為に、全ての医薬品の毒性試験を行うことが義務付けられており、医薬品が免疫系に影響を与える兆候がある場合には、詳細な調査が必要とされている。物質の免疫毒性作用を判定する際には、in vivoとin vitroの両方の手法が用いられる。

## リスク評価
公衆衛生の分野では、疫学研究、動物モデル、in vitro試験等から、生体異物の免疫毒性を評価する事が可能である。しかし、得られた結果は、特定の集団（曝露された地理的分離集団や職業的に曝露された集団など）から一般集団に外挿することが難しい場合がある。
特定の異性生物のヒトにおける免疫毒性リスクを評価することは、不可能ではないにしても、極めて困難なプロセスである。その主な理由は、毒性病変に対する個体の反応に関与する内因性あるいは外因性の要因が混在していることである。— International Labour Organization: “L'immunotoxicologie”. 2014年8月6日閲覧。
とはいえ、アスベストや医薬品、農薬等に関連した健康被害が発生した事で、この分野の研究が活発化している。
発達免疫毒性学（英語：Developmental ImmunoToxicology、DIT）は、汚染物質が胚、胎児、新生児、子供、青年の正常な免疫発達に及ぼす影響を研究する学問で、同時に発展している。
また、ゲノミクスを免疫毒性学に応用した毒性ゲノム学も生まれている。